# Nicklas Dannevang
Nicklas Dannevang (født 11. september 1990) er en dansk fodboldspiller, der spiller for den danske klub Sundby Boldklub. Nicklas Dannevang spiller målmand. Hans kælenavn er i øvrigt Ninus

## Karriere

### FC Roskilde
Nicklas Dannevang fik sin debut som 18-årig for FC Roskilde i en hjemmekamp mod Skive, hvor han holdt buret rent og var med til sikre Ørnene en 2-0 sejr.

### Nordvest FC
Nicklas Dannevang kom til Nordvest FC i 2010, hvor han i sin første sæson var reserve for holdets førstemålmand, Lasse Sømmergaard. Da Sømmergaard skiftede til FC Fyn blev Nicklas Dannevang førstekeeper for Nordvest FC. Han forlod klubben i 2013, da hans kontrakt udløb.

### Brønshøj Boldklub
Efter en række træningskampe for Hvepsene skrev Dannevang en kontrakt, gældende til udgangen af 2013, med Brønshøj, hvor han var tiltænkt en reserverolle bag Michael Tørnes, men da Tørnes måtte melde sig syg inden kampen mod Marienlyst, fik Dannevang sin debut, hvor han gjorde det så godt, at han blev førstevalget mellem stængerne resten af sæsonen. I december 2013 forlængede Brønshøj med Dannevang, som skrev under på en halvandet år lang kontrakt.

### AC Horsens
I sommeren 2015 skiftede Dannevang til AC Horsens, men efter to år i superligaklubben skiftede han til Fremad Amager.

### Fremad Amager
Fremad Amager bekræftede den 24. maj 2017, at klubben havde hentet Dannevang pr. 1. juli 2017.